# Pláň (Most)
Pláň (německy Plan) je zaniklá vesnice, která byla osadou rovněž zaniklé obce Kopisty v okrese Most. Přiléhala ze severu ke Kopistům a rozkládala se zhruba 3,5 kilometru severně od Starého Mostu. Ještě v 19. století a na počátku 20. století těmito místy protékal Bílý potok, který pak ústil do Bíliny u Starého Mostu. Osada byla zbořena spolu s Kopisty v sedmdesátých letech 20. století kvůli rozšíření těžby hnědého uhlí.

## Historie

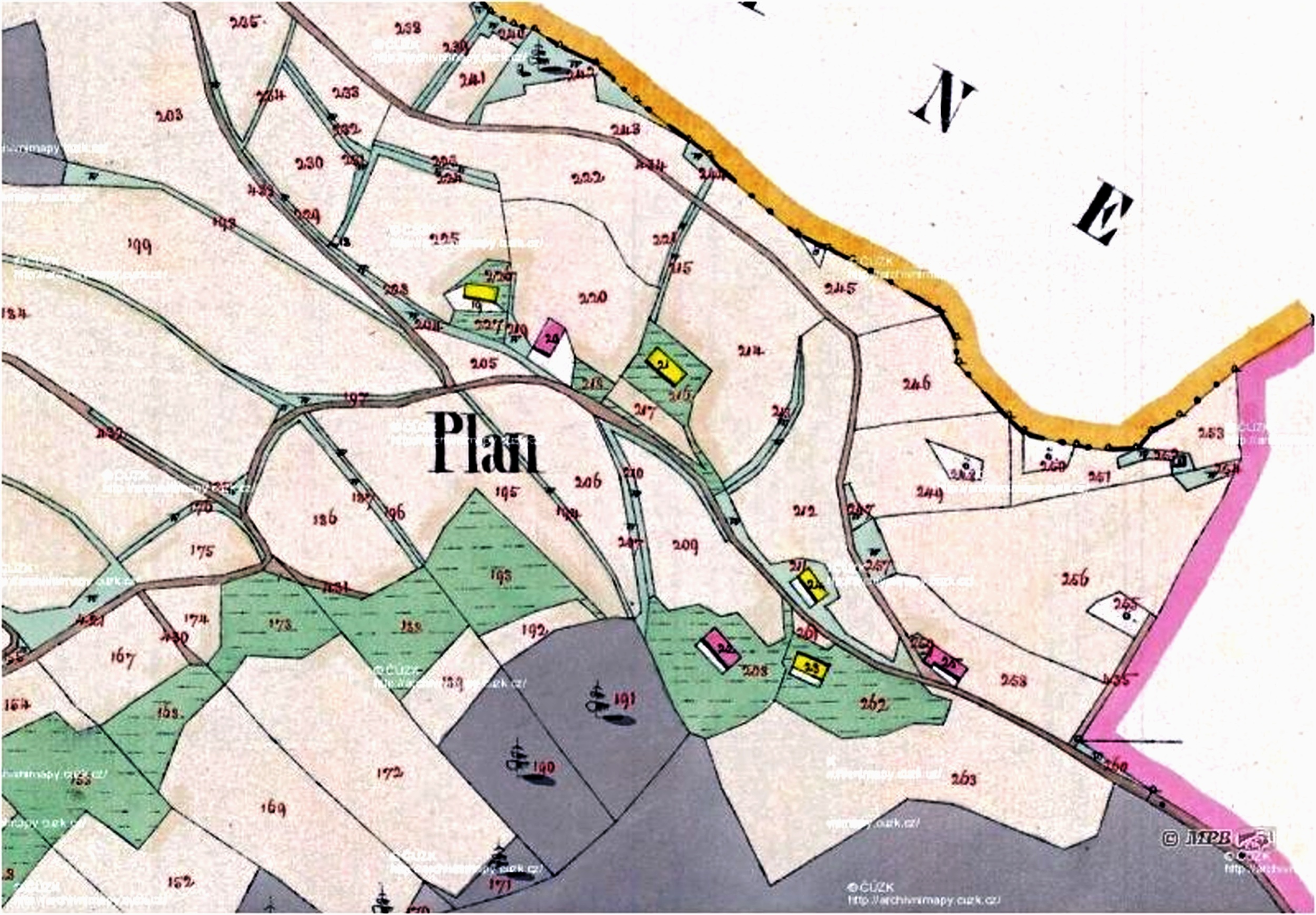
Zástavba osady Pláň na císařském otisku katastrální mapy z 19. století

První písemná zmínka o Pláni pochází z roku 1787. Tehdy vesnice byla v majetku města Mostu v rámci jeho městského panství s centrem v Kopistech, u kterého zůstala až do zrušení patrimoniální správy v roce 1848. 
Po roce 1850 se stala osadou obce Kopisty. Postupně došlo ke stavebnímu spojení osady a Kopist a jako samostatná osada se Pláň ve druhé polovině 20. století neuvádí.

## Obyvatelstvo
Při sčítání lidu v roce 1921 ve vsi žilo 211 obyvatel (z toho 106+ mužů), z nichž bylo 145 Čechoslováků, 64 Němců a dva cizinci. Kromě jednoho evangelíka a jednoho člena církve československé se 76 lidí hlásilo k římskokatolické církvi a 133 jich bylo bez vyznání.
Podle sčítání lidu z roku 1930 měla vesnice 170 obyvatel: 108 Čechoslováků a 62 Němců. Počet římských katolíků klesl na 69, evangelíci byli tři, šest lidí bylo členy církve československé a 92 bez vyznání.
|           | 1869 | 1880 | 1890 | 1900 | 1910 | 1921 | 1930 |
| --------- | ---- | ---- | ---- | ---- | ---- | ---- | ---- |
| Obyvatelé | 67   | 82   | 142  | 170  | 194  | 211  | 170  |
| Domy      | 10   | 9    | 12   | 12   | 14   | 13   | 12   |

## Osobnosti
- Kryštof Kachler (1826–1897), kněz